# Viaduc de Mussy-sous-Dun
Le viaduc de Mussy-sous-Dun est un pont ferroviaire situé sur le territoire de la commune de Mussy-sous-Dun, dans le département de Saône-et-Loire en région Bourgogne-Franche-Comté.

## Localisation
Le viaduc de Mussy-sous-Dun se situe sur la ligne de Paray-le-Monial à Givors-Canal, imaginée à la fin du XIXe siècle afin de désengorger la ligne directe Lyon - Paris.
Au-dessus du bourg de Mussy-sous-Dun se place un étranglement de la vallée, que la voie ferrée franchit par un viaduc spectaculaire.
Le viaduc passé, les trains s’engouffrent dans un court tunnel.

## Historique
La construction de cet imposant viaduc sur le territoire de la commune de Mussy-sous-Dun, au sud-ouest de la Saône-et-Loire a été nécessaire pour éviter de fortes déclivités aux trains lourds. Cette ligne traverse en effet des reliefs accidentés du massif central comme la vallée d'Azergues et les Monts du Beaujolais, ces derniers notamment par le tunnel des Écharmeaux.
Après adjudication en janvier 1892, les travaux débutent en mars 1892 et la première pierre est posée le 18 juin 1892. Le viaduc est achevé en août 1895.
Dès son ouverture, les nombreux convois ferroviaires, majoritairement de fret mais également de voyageurs utilisaient cette ligne en direction de Paray-le-Monial ou de Givors.
Il fait l'objet d'une inscription au titre des monuments historiques depuis le 28 décembre 1984.

## Description
Haut de 60 m et long de 561 m, il est composé de 18 arches en plein cintre de 25 mètres d'ouverture.
Selon le panneau situé au pied du viaduc, les caractéristiques données sont les suivantes :
- Longueur de l'axe : 561 m
- Hauteur maximale : 60 m
- Nombre d'arches : 18
- Cubage matériaux : 75 000 m3

## Galerie

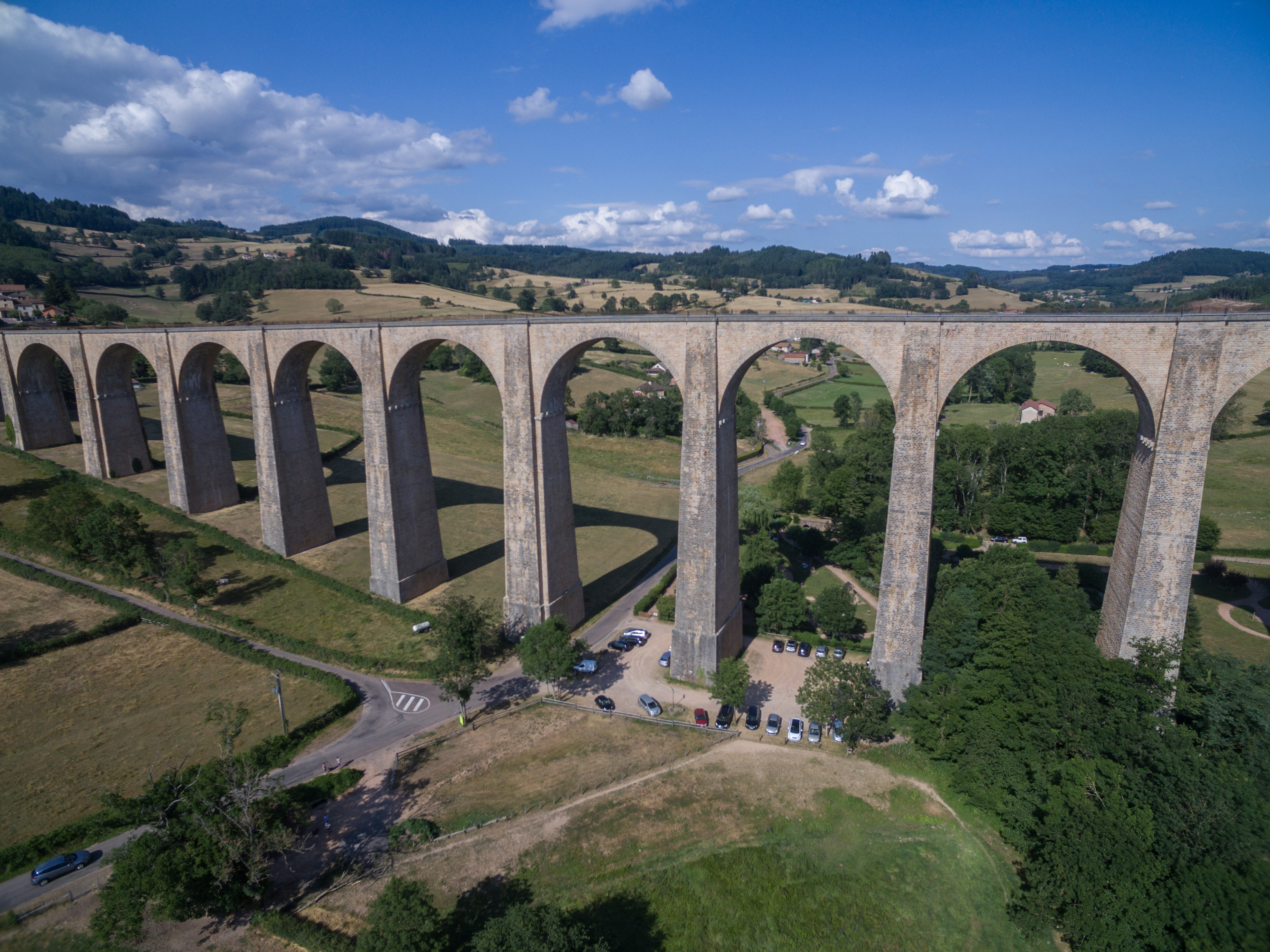
Photo éloignée du tronçon central du viaduc.
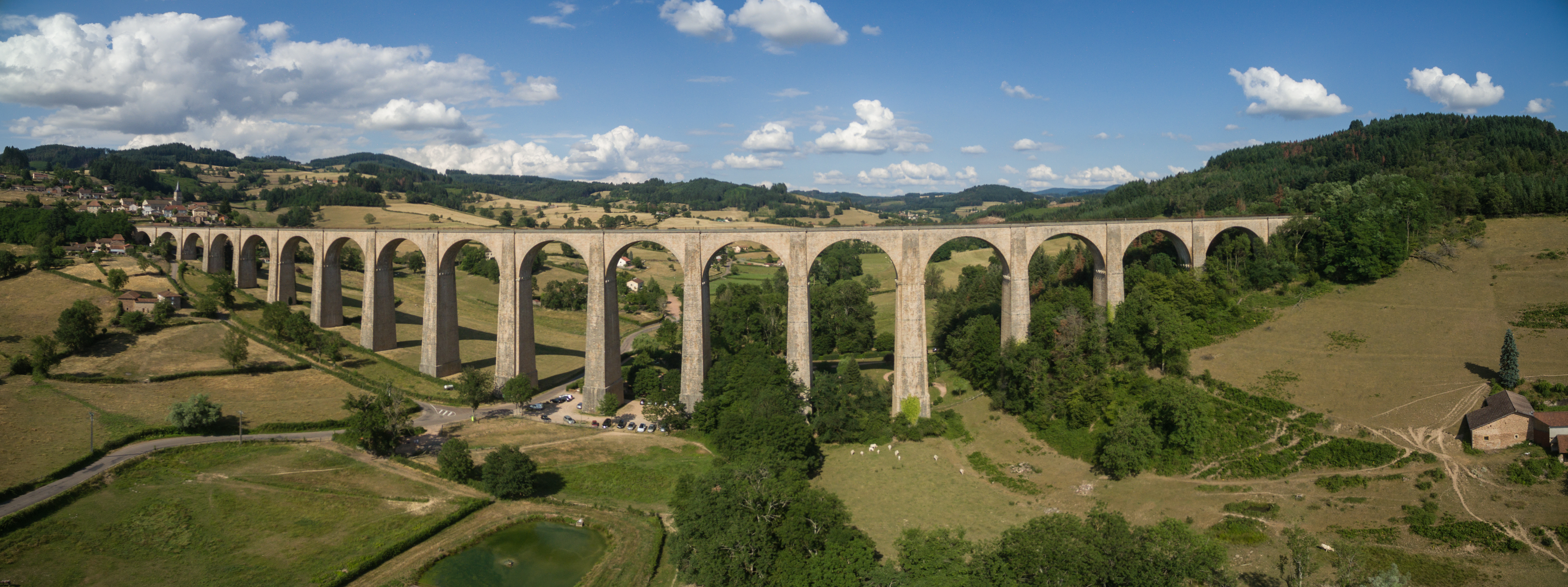
Panorama de l'ensemble du viaduc.
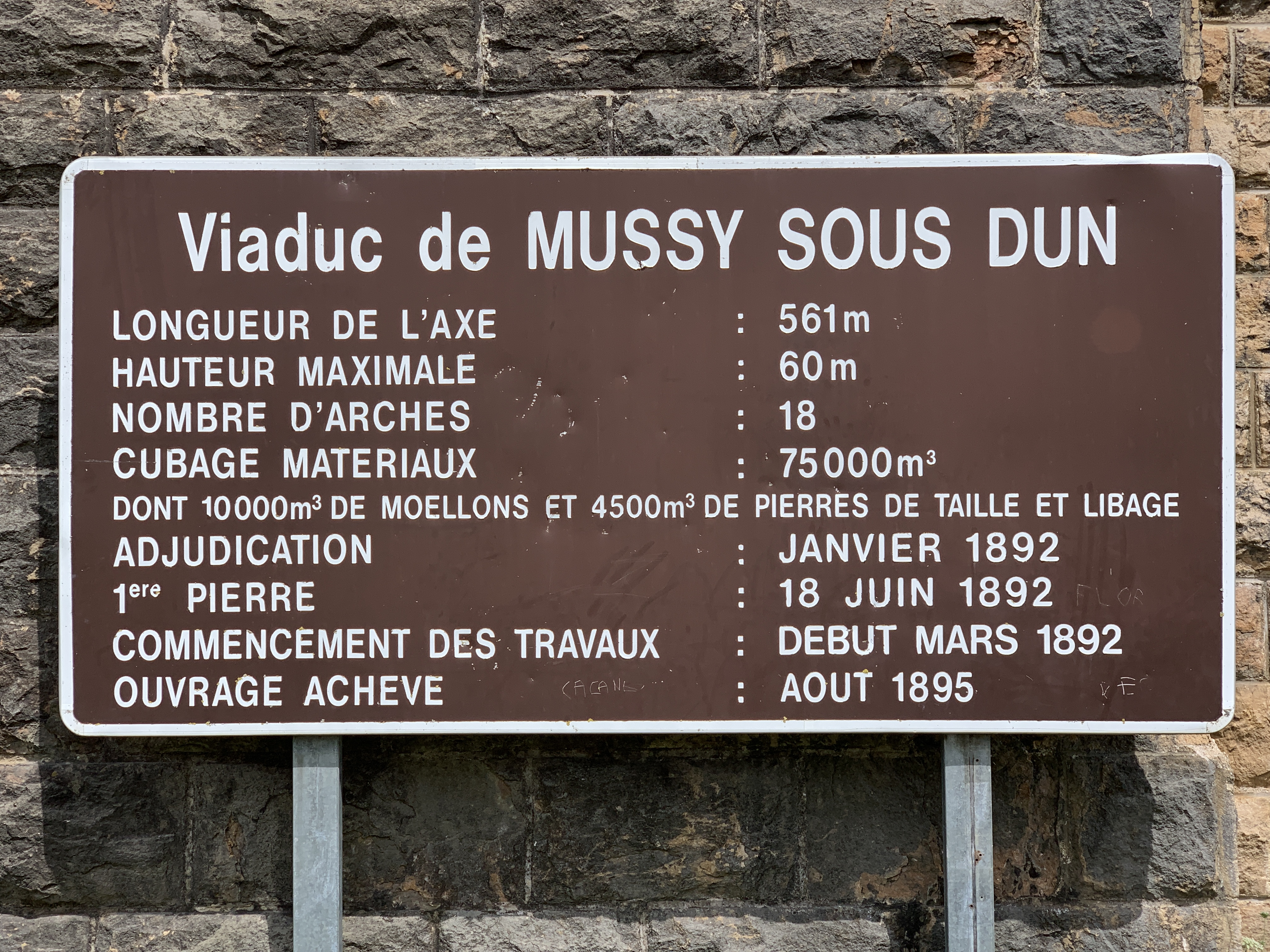
Panneau situé au pied du viaduc sur lequel est inscrit l'historique de cet édifice.